# Formación Shungura

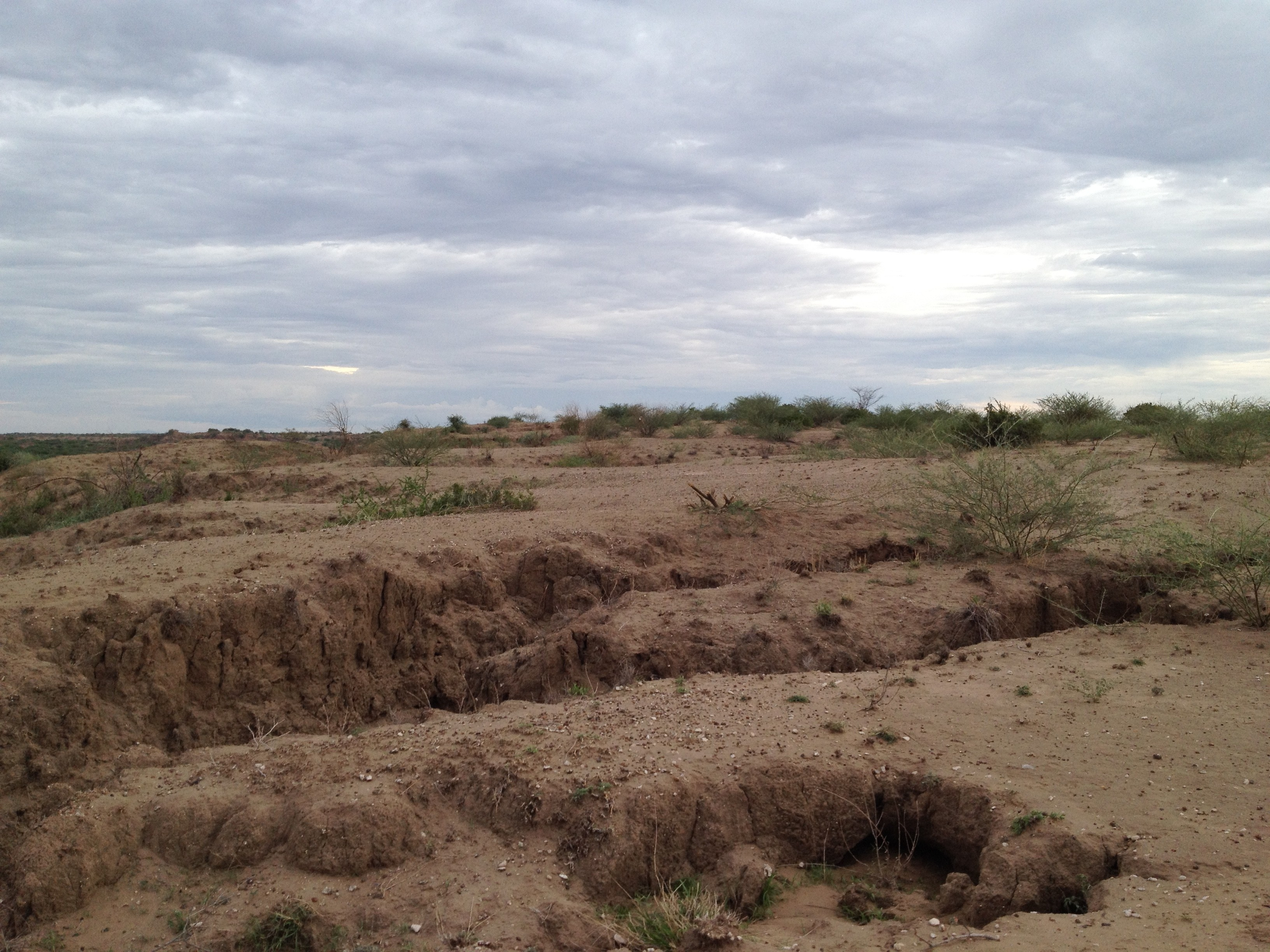

La formación Shungura es una estructura geológica de más de 800 metros de espesor y 200 km² de superficie, situada en la cuenca del río Omo, al norte del lago Turkana, cuyos estratos, entre los que se han separado doce unidades, son muy regulares y en ellos se ha aplicado la técnica de datación por Paleomagnetismo, proporcionando una edad entre 2,5 y 1,8 millones de años. Las piezas de datación más antigua, relacionadas con la Formación Shungura, han sido puestas al descubierto por la erosión del río Omo: se han localizado varios lugares con piezas talladas desde 2 millones hasta más de 2,5 millones de años, asociadas a restos de australopitecinos y lo que en principio se calificó como Homo habilis, actualmente denominado Homo rudolfensis No sólo se encuentran los omnipresentes cantos tallados (un canto tallado del sitio de Omo 71 se data en más de 2,3 m.a.), en los que, según los estudios de los Chavaillon, se preludian las principales formas del Paleolítico Inferior más avanzado. Hay, junto a ellos, numerosas lascas, algunas de ellas con huellas de uso o retocadas en forma de raederas y toscos perforadores. Algunos de estos objetos conservan huellas de uso. Ocasionalmente, se han encontrado pequeñas esquirlas de cuarzo y jaspe, también con retoques (el sitio de Omo 123 ha deparado millares de objetos tallados in situ con unos 2 M.a.).